# Сан-Бернардино (долина)
Сан-Бернардино — долина в Южной Калифорнии, расположенная к югу от Поперечных хребтов. На севере граничит с хребтами Сан-Габриель и Сан-Бернардино, на востоке — с хребтом Сан-Хасинто, а на юге и западе — с горами Санта-Ана и долиной Помона. Площадь долины — приблизительно 260 км², а высота — от 180 метров на дне долины вблизи Чино до 420 метров вблизи Сан-Бернардино и Редлендс.

## Геология
Долина Сан-Бернардино охватывает один из двух бассейнов реки Санта-Ана, внутренний бассейн Санта-Ана. Внизу на поверхности расположен дренажный бассейн, который собирает избыток дождевой воды из долины и нескольких крупных суб-бассейнов подземных вод, собирающих воду из подземных водоносных горизонтов. Источники воды суб-бассейнов: Чино, Риальто-Колтон, Риверсайд-Арлингтон, Сан-Бернардино (Банкер-Хилл), Юкейпа и Сан-Тимотео. Сан-Бернардино или бассейн Банкер-Хилл ограничен на северо-востоке хребтом Сан-Бернардино, на северо-западе — хребтом Сан-Габриель, на юго-западе — каньоном Сан-Тимотео, а на юго-востоке — хребтом Крафтон-Хиллз.

### Зона разломов
Зона разломов Сан-Андреас и Сан-Хасинто проходит по долине вдоль гор Сан-Бернардино и Сан-Хасинто. Две линии разлома сходятся менее, чем 10 км друг от друга в городе Сан-Бернардино, и менее чем на 3 км в северо-западной части бассейна, вблизи Кайон-Пасс.

## География
Долина Сан-Бернардино была вырезана быстро движущейся водой, стекающей из горных хребтов на севере, востоке и юге, которая стекает в бассейн реки Санта-Ана, выходящей к морю через округа Риверсайд и Ориндж. Первоначально долина Сан-Бернардино была населена коренными американцами, в том числе племенем серрано. В области ранними поселенцами были мормоны, которые всё ещё имеют значительное присутствие в этом районе.
Джоан Дидайон в своём эссе «Некоторые мечтают о золотом сне» описала долину Сан-Бернардино как «…в некотором отношении чужое место: не прибрежная Калифорния с субтропическими сумерками и нежными ветрами Тихого океана, но суровая Калифорния, преследуемая Мохаве сразу за горами, опустошённая горячим сухим ветром Санта-Ана, проходящим 100 миль в час и действующим на нервы.»

## Климат
Климат средиземноморский, с холодной, снежной мокрой зимой и сухим, жарким летом. Обычно в районах к северу от автомагистрали 210 и к востоку от магистрали 215 холодная зима с редкими снегопадами. Калифорнийская полынь и юкка растёт в основном вдоль нагорьев; чапараль растёт на высотах от 600 до 700 метров. Другая растительность представляет собой лоскутное одеяло из полей, прибрежных зон и субтропических лесов, которые граничат с долиной в горах на севере и востоке. Ветер Санта-Ана дует в долину от Кайон-Пасс, которая выходит в северной части долины между горами Сан-Габриель и Сан-Бернардино. Сезонный ветер Санта-Ана бывает время от времени тёплым во время осенних месяцев. Это заметно повышает опасность пожаров в предгорьях, каньонах и горных районах.
| Ежемесячная норма высоких и низких температур в Сан-Бернардино |        |         |      |        |     |      |      |        |          |         |        |         |         |
| Месяц                                                          | Январь | Февраль | Март | Апрель | Май | Июнь | Июль | Август | Сентябрь | Октябрь | Ноябрь | Декабрь | Годовая |
| Ср. высокая, °F                                                | 62     | 66      | 68   | 71     | 77  | 91   | 102  | 103    | 89       | 80      | 71     | 64      | 75      |
| Ср. низкая, °F                                                 | 34     | 35      | 41   | 46     | 50  | 53   | 60   | 60     | 57       | 50      | 42     | 37      | 46      |

## Урбанизированные районы
Хотя большинство городов и «спальных районов» расположены на пути к Лос-Анджелесу или в округе Орандж, Сан-Бернардино является важным транспортным центром города и округа. Расположенные примерно в 70 милях порты Лос-Анджелеса и Лонг-Бич отправляют товары по дорогам, проходящим по долине. Компании Union Pacific Railroad и BNSF Railway имеют треки, проходящие через долину. Сан-Бернардино также пересекают две основные магистрали. Кроме того, общины в горах к северу обслуживают несколько государственных дорог. Для грузов и людей доступен Национальный аэропорт Онтарио в Лос-Анджелесе, а также несколько лётных полей (Аэропорт Сан-Бернардино находится в стадии строительства.) В списке журнала «Forbes» район значится как один из самых загрязнённых.

### Города
Города, расположенные в долине:

| - Колтон - Камилеса - Фонтана - Гранд Террас - Хайленд | - Лома Линда - Онтарио - Ранчо Какамонга - Редлендс - Риальто | - Сан-Бернардино - Юкейпа |

### Автомагистрали
Как часть знаменитого маршрута 66, в долине проходит автомагистраль 15 на своём пути через экорегион Хью-Дезерт. Автомагистраль 10 входит в долину через город Помона и выходит на востоке из Сан-Горгонио Пасс.
| Автомагистрали между штатами - Автострада Сан-Бернардино (Автомагистраль 10) - Автомагистраль 15 - Автострада Футхилл (Автомагистраль 210) - Автомагистраль 215 | Городские автомагистрали - Магистраль 18 - Магистраль 38 - Магистраль 66 - Магистраль 138 - Магистраль 210 (когда-то Магистраль 30) - Магистраль 330 |

### Железные дороги
Две основные железнодорожные компании в долине Union Pacific Railroad (UP) и BNSF Railway. Компании являются крупными в стране. Пути UP входят в долину с южной стороны вдоль путей BNSF в Колтоне/Гранд Террас. Затем они идут на север до Колтон-Гроссинг, где поворачивают на восток. Железная дорога Union Pacific далее идёт на запад через Онтарио, проходя рядом с автомагистралью 10, и уходит на юго-восток. Пути BNSF входят в долину с юга Колтон/Гранд Террас, проходя далее на восток через Колтон-Гроссинг. Затем поворачивает на север, вдоль автомагистрали 215, пока не встречает 15 автомагистраль в Деворе и уходит из долины через каньон Пасс. Колтон-Гроссинг, расположенный в Колтоне, является пересечением путей двух компаний.